# Ladislao Sugar
Ladislao Sugar, in ungherese László Sugár  (Budapest, 11 dicembre 1896 – Milano, 6 maggio 1981), è stato un editore musicale e produttore discografico ungherese naturalizzato italiano.
Era noto principalmente per aver fondato le Messaggerie Musicali e aver poi gestito la CGD, che aveva acquistato dal suo fondatore Teddy Reno, con cui pubblicò numerosi successi della musica leggera italiana.

## Biografia
Ebreo ungherese, figlio di Salomon Sugar e Vilma Goldstein, grazie al fratello Jenő, comproprietario della casa editrice Rózsavölgyi, inizia a muovere i primi passi nell'editoria musicale a Budapest nel 1924 occupandosi da subito della sezione dedicata alla grammofonia.
Il trasferimento in Italia avviene nell'estate del 1930 quando viene inviato a Milano per conto dell'azienda. Qui tuttavia lascerà la gestione della sua sezione per lavorare nella casa editrice S.A. Melodi, di cui diventa proprietario. Dopo un primo momento in cui si dedicherà soprattutto alla pubblicazione di estratti da operette ungheresi con testi italiani, affianca la produzione di brani inediti di diversi artisti italiani. Tra questi alcuni diventati poi celebri, come Pippo non lo sa nell'incisione del Trio Lescano.

### La Suvini Zerboni e i primi successi
Nel 1934 divenne socio della Suvini Zerboni e l'anno successivo comproprietario. Il proprietario dell'azienda è l'avvocato e antifascista militante Paolo Giordani: perseguitato per le sue idee, Giordani deve nascondersi e Sugar lo sostituisce assumendo il suo ruolo lavorativo. Sotto la sua direzione la casa editrice, anch'essa come la Melodi attenta principalmente al repertorio delle operette, iniziò ad occuparsi tanto della musica colta, arrivando a pubblicare compositori come Goffredo Petrassi, Luigi Dallapiccola, Luciano Berio, Ildebrando Pizzetti e Gian Francesco Malipiero, quanto della musica leggera dell'epoca. In quegli anni vennero pubblicati dalla ESZ ad esempio sia La porti un bacione a Firenze di Odoardo Spadaro che Per un bacio d’amor di Nino Ravasini su testo di Umberto Bertini e portata al successo internazionale da Carlo Buti.
Questi anni sono per lui fondamentali per la risonanza internazionale ricevuta da due brani in particolare, la Reginella campagnola, arrivata negli Stati Uniti grazie alla versione della Glenn Miller orchestra, e La piccinina composte entrambe da Eldo Di Lazzaro su testi di Mario Panzeri e Bruno Cherubini.
Intanto, nel 1936 fonda S.A. Messaggerie musicali società dedita alla distribuzione di edizioni musicali e casa editrice essa stessa; inizia così, qualche anno dopo, a pubblicare anche riviste e bollettini tra cui, nel 1947, Musica Jazz. Nel 1937 acquista invece la Mascheroni Edizioni musicali.
Nel 1935 Sugar sposa la milanese Marta Soleri e due anni dopo nasce il loro primogenito Piero.

### L'acquisizione della CGD
Dopo la morte di Giordani, nel 1948, Ladislao Sugar acquistò dagli eredi la quota sociale e divenne proprietario unico della Edizioni Suvini Zerboni, ampliando il catalogo con l'acquisizione delle Mascheroni Edizioni Musicali. In quel periodo Sugar raggiunse i primi successi internazionali grazie alle due canzoni Reginella campagnola e La piccinina, entrambe scritte da Eldo Di Lazzaro, che furono eseguite dalla Glen Miller Orchestra prima e da Grace Fields poi, riscuotendo grande successo popolare negli Stati Uniti d'America e in Gran Bretagna.
Nel 1948 Ladislao riuscì ad assicurare a Messaggerie Musicali la distribuzione nazionale della CGD, Compagnia Generale del Disco fondata in quello stesso anno da Teddy Reno. L'impresa ebbe un tale successo che presto Teddy Reno offrì a Sugar una partecipazione del 50% nella società discografica. Nel 1959 Teddy Reno cedette a Sugar anche l'altra metà. Così prendeva vita la CGD-Sugar. Nella nuova veste di discografico Ladislao Sugar mise subito sotto contratto cantanti di grande popolarità come Betty Curtis e Johnny Dorelli.
Intanto nei primi anni sessanta eventi come il Festival di Sanremo diventano programmi televisivi in grado di raccogliere davanti alla Tv milioni di persone. Sugar esce spesso vincitore del Festival grazie a brani di sua edizione e produzione. Come nel 1964 quando Gigliola Cinquetti trionfa a Sanremo e poco dopo anche al Festival Europeo della Canzone organizzato dall'Eurovisione a Copenaghen.
Altro successo di quegli anni è rappresentato da Nessuno mi può giudicare che la Sugar Music offrì a Caterina Caselli dopo essere stata scartata da Adriano Celentano per la 16ª edizione del Festival di Sanremo in favore de Il ragazzo della via Gluck.
La cantante sposerà in seguito Piero, il figlio di Ladislao, e insieme avrebbero poi generato nel 1971 Filippo Sugar, attuale presidente del gruppo Sugar.

### Morte
Ladislao Sugar muore a Milano il 6 maggio 1981.